# IBM System i
IBM System i是IBM公司推出的一个中型计算机產品系列。它于1988年6月推出，當時名為AS/400（Application System/400），同时推出的还有OS/400操作系统。該產品系列為IBM System/36和IBM System/38的后续产品。早期的AS/400系统采用了与System/38相同的IMPI架构，但后来则转向基于PowerPC的IBM RS64。
1994年，產品系列名稱更名為AS/400 Advanced Series，随后是1997年更名為AS/400e（e代表电子商务），2000年更名為eServer iSeries，2004年更名為eServer i5（连同OS/400更名為i5/OS），2006年又更名為System i。
2008年4月，System i和IBM System p合并为IBM Power Systems。i5/OS操作系统被重新命名为IBM i。